# Nedjemger
Nedjemger (Nḏm-gr) est le surveillant du jardin du domaine d'Amon dans le Ramesséum.
Sa tombe (TT138) est située à Cheikh Abd el-Gournah.